# Аваль
Ава́ль (фр. aval, предположительно от араб. حوالة‎) — поручительство по векселю или чеку; допускается для любого лица, кроме плательщика. Авалист ответственен наравне с векселедателем, причём его обязательство действительно даже в том случае, если то обязательство, которое он гарантировал, окажется недействительным по какому бы то ни было основанию, иному, чем дефект формы. В этом отношении аваль совершенно равен не поручительству, которое носит дополнительный (акцессо́рный) характер по отношению к основному обязательству, а банковской гарантии. Ответственность авалиста носит солидарный характер с лицом, за которое он поручился.
Аваль осуществляется путём надписи на векселе или чеке; он приписывает своё имя к имени плательщика, прибавляя к этому слова «per aval» (или «считать за аваль» или любую равнозначную формулу) и проставлением подписи тем, кто даёт аваль. Однако для действительности аваля достаточно и одной только подписи авалиста на лицевой стороне векселя или чека, если только эта подпись не поставлена плательщиком или векселедателем.
В авале должно быть указано, за кого он дан. При отсутствии такого указания он считается данным за векселедателя или чекодателя.
Оплачивая вексель или чек, авалист приобретает права, вытекающие из векселя или чека, в отношении к тому, за кого он дал гарантию, и в отношении также и тех, которые в силу векселя или чека обязаны перед этим последним.
Аваль может размещаться на оборотной стороне векселя или на аллонже.